# Systomus sarana
Systomus sarana (Syn.: Barbus orphoides, Puntius sarana) ist ein Süßwasserfisch aus der Familie der Karpfenfische (Cyprinidae). Ihr Verbreitungsgebiet reicht von Afghanistan über Pakistan, Indien, Nepal, Bangladesch, und Myanmar bis nach Thailand. Außerdem kommt sie auf Sri Lanka vor.

## Merkmale
Systomus sarana wird 42 Zentimeter lang und maximal 1,4 kg schwer. Ihr Körper ist schlanker als der der meisten anderen südasiatischen Barben, der Kopf klein. Die Barbe besitzen zwei Bartelpaare von denen eines länger als der Augendurchmesser ist, das andere kürzer. Die Grundfarbe ist silbrig, der Rücken schimmert grünlich oder bräunlich, die paarigen Flossen und die Afterflosse sind rötlich.
- Flossenformel: Dorsale: iii/8–9; Anale: ii/5–6; Pectorale: 1/14; Ventrale: i/8, Caudale iv/17/iv.
- Schuppenformel: SL 33.
- Branchiostegalstrahlen: 3.

## Lebensweise
Systomus sarana kommt in Flüssen, Strömen und Seen vor, und verträgt auch Brackwasser. Sie formt kleine Schulen von vier bis fünf Fischen oder größere mit mehreren Dutzend Exemplaren. Systomus sarana ernährt sich von aquatischen Insekten, Krebstieren, Weichtieren, Würmern, Algen, Detritus, Phyto- und Zooplankton. Im Stromgebiet des Ganges pflanzen sich die Fische von April bis Mitte September fort. Der Laich wird in strömendem Wasser zwischen Pflanzen abgelegt. Die IUCN klassifiziert die Art als nicht gefährdet (Least Concern).